# Godło Gwatemali
Godło Gwatemali – godło Gwatemali przyjęte w 1871 roku.

## Opis
Godło to dwa karabiny Remington z bagnetami, dwie szable skrzyżowane pod kątem prostym, na nich rozwinięty pergamin z napisem w języku hiszpańskim LIBERTAD 15 DE SEPTIEMBRE DE 1821 (Niepodległość 15 września 1821 roku). Na pergaminie siedzi ptak kwezal herbowy, obrany za symbol wolności. Całość otacza wieniec laurowy.
Karabiny symbolizują lud broniący wolności, a szable – sprawiedliwość i suwerenność.
Godło przyjęte zostało 18 listopada 1871 roku. Obecna wersja obowiązuje od 26 sierpnia 1997 roku.
Godło zaprojektował szwajcarski artysta Jean-Baptiste Frener, który żył w Gwatemali od 1854 roku do śmierci w 1897. 
Godło pojawia się również na fladze Gwatemali.